# Harald Thomasius
Harald Thomasius (* 5. August 1929 in Bräunsdorf; † 24. November 2017 in Kurort Hartha) war ein deutscher Forstwissenschaftler.

## Leben
Nach einer von April 1944 bis November 1946 dauernden Lehre als Waldarbeiter im Fürstlich-schönburgischen Forstamt Oberwald bei Hohenstein-Ernstthal und der zweijährigen Arbeit im Forstamt Glauchau besuchte Thomasius die Forstfachschule Tharandt, arbeitete ab 1949 als Revierleiter des Kreisforstamtes Oschatz in Wermsdorf und lehrte auch an der dortigen Forstarbeiterschule. Nach weiteren Tätigkeiten, unter anderem beim Sächsischen Ministerium für Land- und Forstwirtschaft, sowie dem Erlangen der Sonderreifeprüfung an der Arbeiter-und-Bauern-Fakultät Dresden studierte Thomasius von 1954 bis 1959 Forstwissenschaften an der Technischen Hochschule Dresden in Tharandt. Im Jahr 1963 folgte seine Promotion zum Thema Methodische Untersuchungen über die Möglichkeit einer quantitativen Standortsbeurteilung mit Hilfe von Wachstumsfunktionen. Er war anschließend Lehrbeauftragter und von 1966 bis 1968 Dozent für Grundlagen des Waldbaus an der TU Dresden, Standort Tharandt. Zudem leitete er als Direktor das Institut für Waldbau. Im Jahr 1967 habilitierte sich Thomasius mit der Arbeit Beitrag zur Theorie und Geschichte des forstlichen Versuchswesens.
Von 1968 bis 1992 forschte und lehrte er als Professor für Waldbau an der Sektion Forstwirtschaft bzw. Fachrichtung Forstwissenschaften Tharandt der TU Dresden und war Bereichsleiter im Wissenschaftsbereich (Institut) Waldbau und Forstschutz. Danach arbeitete er noch bis 1999 produktiv in zwei Unternehmen.
Thomasius war der Vorsitzende der 1980 gegründeten Gesellschaft für Natur und Umwelt im Kulturbund der DDR und seit 1984 Ehrendoktor der Westungarischen Universität Sopron. Er publizierte im In- und Ausland bis 2017 in ca. 200 Veröffentlichungen vor allem über den modernen und ökologischen Waldbau, die Wohlfahrtswirkungen des Waldes sowie die Grundsätze für die Bewirtschaftung der Wälder.

## Werke (Auswahl)
- Ästhetische Wirkungen des Waldes und ihnen zugrunde liegende Gesetzmäßigkeiten. In: Archiv für Naturschutz und Landschaftsforschung, 12/1972
- Ur- und Frühgeschichte des Gebietes um Tharandt. In: Forststadt Tharandt – Beiträge zur Heimatgeschichte, Heft 4 (1975), S. 11–17
- Umweltgestaltung – Umweltschutz. In: Neef, E., u. a. Enzyklopädie Sozialistische Landeskultur, Leipzig 1977
- Wald, Landeskultur und Gesellschaft, 2. Aufl., Jena 1978
- Ableitung eines Verfahrens zur Berechnung der ertragskundlich optimalen Bestandesdichte. In: Beiträge zur Forstwirtschaft, 12/1978
- Geschichte der Forststadt Tharandt in Bildern, Rat der Stadt Tharandt und Kulturbund der DDR, Ortsgruppe Tharandt, 1979
- Produktivität und Stabilität von Waldökosystemen, Berlin 1981
- Ingenieurökologie, Jena 1983
- Berücksichtigung ökologischer Gesetzmäßigkeiten in der Forstwirtschaft. In: Lehrbuch der Ökologie, Jena 1984
- Waldbilder. Eine Exkursion in die heimischen Wälder, VEB F. A. Brockhaus Verlag, 1985 (mit Fotografien von Hans-Jochen Knobloch)
- Maßnahmen zur Stabilisierung von Fichtenforsten gegenüber Schnee- und Sturmschäden. In: Beiträge zur Forstwirtschaft, 21/1987
- Sukzession, Produktivität und Stabilität natürlicher und künstlicher Waldökosysteme. In: Archiv für Naturschutz und Landschaftsforschung, 28/1988
- Stabilität natürlicher und künstlicher Waldökosysteme sowie deren Beeinflußbarkeit durch forstwirtschaftliche Maßnahmen. In: Allgemeine Forstzeitschrift, H. 38 und 39/1988
- Waldökosysteme. In: Neumeister, H.: Geoökologie, 1. Aufl., Jena 1988
- Waldbilder. Eine Exkursion in die heimischen Wälder, VEB F. A. Brockhaus Verlag, 2. Aufl. (1989), ISBN 978-3-325-00131-0, ISBN 3-325-00131-9
- Der Einfluss des Bergbaus auf Wald- und Forstwirtschaft im sächsischen Erzgebirge bis zum Beginn des 19. Jahrhunderts, Sächsischer Forstverein (Hrsg.), 48 S., Tharandt 1995
- Für ein sozialistisches Verhalten der Bürger zu unserer natürlichen Umwelt. In: Sächsische Heimatblätter 4/1982, S. 145–146
- Forstwirtschaftliche Rekultivierung. In: Wolfram Pflug (Hrsg.): Braunkohletagebau und Rekultivierung, Springer 1998, ISBN 3-540-60092-2
- Entwicklung der Forstwirtschaft Sachsens bis zum Ausgang des ersten Weltkrieges Teil I und II, Sächsischer Forstverein (Hrsg.), 64 S., Bautzen 2001
- Wälder, Waldrodungen, Waldnutzungen und Forstwirtschaft in Sachsen vom hohen Mittelalter bis zum Beginn des 19. Jahrhunderts, Vortrag in der Dresdner Seniorenakademie in Tharandt zum Jubiläum 200 Jahre forstliche Lehre in Tharandt, 19. Januar 2011
- Heinrich Cotta – sein Leben und sein Werk, Vortrag zum Seniorenstammtisch ’99 in Kurort Hartha anlässlich des 200. Jubiläums der Gründung der Forstlehranstalt – der späteren Königlich-Sächsischen Forstakademie zu Tharandt, 9. März 2011
- Sylvicultura oeconomica – Transkription in das Deutsch der Gegenwart, mit Bernd Bendix, Verlag Kessel, Remagen-Oberwinter 2013, ISBN 978-3-941300-70-5, Leseprobe http://forstbuch.de/ThomasiusBendixLeseprobe.pdf